# Cap-pla
El cap-pla, cabeçut, capçut, capgròs o cabot o encara llissa de roquer, llissa de cap pla o llissa agut, també sovint conegut amb el nom genèric de llíssera, (Liza ramado) és un peix teleosti de la família dels mugílids i de l'ordre dels perciformes.

## Morfologia
Pot arribar als 70 cm de llargària total.

## Distribució geogràfica
Es troba a les costes de l'Atlàntic oriental (des del sud de Noruega fins al Marroc, incloent-hi la mar Mediterrània i la mar Negra).

## Espècies relacionades
- Llissa llobarrera
- Llissa vera